# Robert Mouynet
Robert Mouynet (Tolone, 25 marzo 1930) è un ex calciatore francese, di ruolo difensore.

## Carriera
Giocò nella massima serie francese con le maglie di Tolosa e Lione.